# Perdita kiowi
Perdita kiowi là một loài Hymenoptera trong họ Andrenidae. Loài này được Griswold mô tả khoa học năm 1988.